# Colton LeBlanc
Colton LeBlanc, né vers 1992, est un homme politique canadien, député progressiste-conservateur à l'Assemblée législative de la Nouvelle-Écosse.
Il est ministre de la Commission de la fonction publique, de Service Nouvelle-Écosse et des Services internes, et des Affaires acadiennes et de la Francophonie.
Il est élu à l'Assemblée législative de la Nouvelle-Écosse à l'élection partielle du 3 septembre 2019 dans Argyle-Barrington. Aux élections de 2021, il est réélu dans Argyle.
Colton LeBlanc est originaire de la région de Quinan. Il a été président du Conseil acadien de Par-en-Bas (CAPEB) et membre du conseil d’administration de la Fédération acadienne de la Nouvelle-Écosse.